# Jagoda Antunac
Jagoda Antunac (Šibenik, 12. srpnja 1938. - Zagreb, 16. svibnja 1987.) je bila hrvatska kazališna, televizijska i filmska glumica.

## Filmografija

### Televizijske uloge
- "Inspektor Vinko" kao tajnica Bosa (1984. – 1985.)
- "Nepokoreni grad" kao Matova žena (1982.)
- "Gruntovčani" kao Fika Frkačeva (1975.)

### Filmske uloge
- "Zločin u školi" kao profesorica povijesti (1982.)
- "Meteor" (1969.)
- "Žur u Magdelandu" (1968.)
- "Prikupljanje hrabrosti" (1966.)
- "Spašavanje časti" kao Ana (1966.)
- "Čovik od svita" kao prostitutka (1965.)
- "Most preko kojeg nitko nije prešao" (1965.)
- "Službeni položaj" kao gospođa Radman (1964.)
- "Patent 102" (1963.)

## Vanjske poveznice
- Jagoda Antunac u internetskoj bazi filmova IMDb-u (engl.)